# آهسته و مخفیانه
آهسته و مخفیانه یا آهسته آهسته (انگلیسی: Chori Chori Chupke Chupke) فیلمی هندی است به کارگردانی عباس-موستان که در سال ۲۰۰۱ منتشر شد. از بازیگران آن می‌توان به پریتی زینتا، سلمان خان، رانی موکرجی، آمریش پاری، دالیپ تاهیل، پرم چوپرا، جانی لور و فریدا جلال اشاره کرد.

## داستان
راج مالهوترا(سلمان خان) با دختری به نام پریا(رانی موکرجی) ازدواج می‌کند، پریا پس از مدتی حامله می‌شود اما در اثر یک حادثه و افتادن مادر بر روی زمین، بچه از دنیا می‌رود همچنین پریا با از دست دادن رحم دیگر نمی‌تواند بچه دار شود اما راج و پریا این موضوع را که دیگر بچه دار نمی‌شوند مخفی می‌کنند. آن‌ها به پیشنهاد پریا تصمیم می‌گیرند تا راج به صورت مخفیانه با زنی ازدواج کند و از او بچه دار شود. پس راج تصمیم می گبرد با کمک دختری فاحشه به نام مدو بالا(پریتی زینتا) بچه دار شود مدو در قبال دریافت یک میلیون روپیه این پیشنهاد را قبول می‌کند و همچنین این موضوع مورد موافقت پریا قرار می‌گیرد، آن سه نفر برای این که کسی متوجه ماجرا نشود تصمیم می‌گیرند تا همراه هم به سوئیس بروند و چند ماه آن جا زندگی کنند و…